# ドコモWebメール
ドコモWebメール（ドコモウェブメール）は、FOMAのiモード対応携帯電話やコンピュータなどから送受信可能な無料webメールサービスである。正式名称は ドコモWebメール powered by goo である。
2010年4月14日に提供開始され、経営資源集中のため2012年3月13日に新規申し込みを終了して同年8月27日にサービスを終了している。

## 概要
FOMA回線とiモードサービスの両方を契約する顧客は、dwmail.jp ドメインでメールボックス容量2GBの専用メールアドレスを無料で1つ取得可能で、コンピュータ、FOMA回線仕様iモード携帯電話、専用iアプリなどで利用出来る。サービスはNTTドコモが提供するもNTTレゾナントが運営するポータルサイト goo の goo メールがプラットフォームであるため、他プロバイダメールの送受信の他にiモード端末以外でも絵文字、デコメ絵文字が利用可能である。goo メールとの相違点はiモードメールの自動保存で、端末上で削除されたiモードメールも閲覧可能である。
メール着信時には全メール、アドレス帳登録済みアドレス、通知無しを選択してiモードメール以外にも通知可能である。携帯電話経由の場合、初回アクセスのみ認証されると2回目以降は自動ログイン可能で、iモード契約解除後も本サービスは利用可能だが、6ヶ月間ログインが確認されない場合は保存データや設定情報が全て削除される。

## 操作インタフェース
iモードはiメニューからログインし、iモードメールへ着信通知設定している場合は着信通知画面にログイン用リンクが添付される。iアプリは受信メールの返信、転送、やりとり履歴、アドレス帳登録、フォルダ移動などをメニューボタンから設定できる。携帯電話に登録しているアドレス帳データは利用出来ないが、コンピュータへドコモケータイ datalink などで取り込みCSV方式へ変換後にドコモwebメールフォーマットで導入可能である。

## 外部サービスアドレス
goo メールの他に Gmail、プロバイダメールなど POP や IMAP 対応メールを15アカウントまで統合可能で、携帯電話でも送受信可能である。goo メール、Gmail、Yahoo! メール、Windows Live Hotmail は簡単設定によりメールアドレスとパスワード入力のみで送受信可能だが、他外部メールは加えてサーバ名指定を要する。iモードメールは受信のみ可能で、iモードメールアドレスによる送信はiモード.netが対応している。

## spモード
iモードからスマートフォン用のspモードへ切り替えた場合、ドコモWebメールは消滅しないが、スマートフォンのブラウザはサービス対象外で利用出来ない場合があり、spモードアドレス宛に届いたメールはドコモWebメールへ自動バックアップされない。

## 仕様
主な機能 
| 項目                       | 仕様値                                                         |
| -------------------------- | -------------------------------------------------------------- |
| メールBOX容量              | 2GB                                                            |
| 添付ファイル上限           | 20MB                                                           |
| 取得メールアドレス         | 1アドレス（変更は1日2回まで）                                  |
| 外部メールの取得           | 15アドレス                                                     |
| ドメイン                   | dwmail.jp （POP、IMAP により外部アドレス送受信可）             |
| 迷惑メールフィルタ         | 受信拒否、迷惑メールフィルタ                                   |
| ウィルスフィルタ           | ○                                                              |
| 自動返信                   | 長期出張時などに自動応答可能                                   |
| 検索機能                   | ○                                                              |
| 振り分け機能               | 送信者、件名、宛先、ccを元に任意フォルダへ振り分け可能         |
| 新着通知                   | iモードメール、他任意メールアドレスへ通知可能                  |
| 絵文字表示                 | ○                                                              |
| デコメ表示                 | ○                                                              |
| 絵文字入力                 | ○                                                              |
| デコメ入力                 | ○                                                              |
| 携帯電話向けメール作成画面 | ○                                                              |
| 携帯電話向け画像リサイズ   | PC版で利用可能                                                 |
| やりとり履歴               | 指定した受信アドレスとの送受信履歴を新着順、名前順に表示可能。 |
| メルマガ整理               | P○                                                             |